# ラファエウ・カブラル・バルボサ
ラファエウ・カブラル・バルボサ（Rafael Cabral Barbosa, 1990年5月20日 - ）は、ブラジル・ソロカーバ出身のサッカー選手。レアル・ソルトレイク所属。元ブラジル代表。ポジションはゴールキーパー。

## 来歴

### クラブ
2003年からブラジルのサントスFCのユースチームでキャリアをスタートさせ、2009年にトップチームに昇格した。
2013年7月12日、SSCナポリに移籍が決定。背番号はモルガン・デ・サンクティスが着けていた1番。
2018年7月22日、UCサンプドリアに加入した。
2019年8月6日、レディングFCに3年契約で移籍。
2022年1月18日、レディングと契約解除し、母国のクルゼイロECへ加入することが発表された。
2025年1月21日、レアル・ソルトレイクに移籍した。

### 代表
ブラジル代表として、2012年5月30日、親善試合のアメリカ合衆国代表戦でA代表デビューを果たした。

## タイトル

### クラブ
サントスFC
- カンピオナート・パウリスタ：3（2010, 2011, 2012）
- コパ・ド・ブラジル：1（2010）
- コパ・リベルタドーレス：1（2011）

SSCナポリ
- コッパ・イタリア：1（2013-14）
- スーペルコッパ・イタリアーナ：1（2014）

クルゼイロEC
- カンピオナート・ブラジレイロ・セリエB：1（2022）